# Боро Радић
Борислав Боро Радић (Вогошћа, 1. јануар 1954 — Вогошћа, 19. јул 1992) био је командант интервентног вода Вогошћанске бригаде Сарајевско-романијског корпуса Војске Републике Српске.
Боро Радић и његов саборац Предраг Божур Жарковић постхумно су одликовани.

## Биографија
Борислав Боро Радић рођен је 1. јануара 1954. године у Вогошћи. Отац му се звао Милан.
Пре рата, живео је у Француској где је стекао реноме једног од најопаснијих Срба у иностранству. Имао је место у џетсету и богатство од неколико милиона марака. Чим је избио рат у Босни и Херцеговини, вратио се у Сарајево.
Боро Радић је снајперским хицима из заседе убијен 19. јула 1992. године код кафане „Ранч” у насељу Љубина (Општина Вогошћа) у касним поподневним сатима. Постоји сумња да је убиство наређено са српске стране. Иза себе је оставио жену и троје деце. Након погибије Бора Радића настало је неколико песама о њему. Мирослав Пржуљ га је опевао у својој песми „Радић Боро”. Специјална јединица је после његове смрти добила име по њему а јединицу је преузео Слава Вуковић, који је био Радићев заменик.
Радић је сахрањен на локалном вогошћанском гробљу Поторовићи у Радића потоку уз присуство великог броја његових пријатеља свих вера и нација. Драгослав Бокан је одржао опроштајни говор на његовој сахрани. Његово тело је 24. марта 2017. ексхумирано и пренесено на српско војничко спомен-гробље Мали Зејтинлик где је истог дана поново сахрањен. Надгробни споменик му је освештан 19. маја 2018. године.